# Jeffrén Suárez
Jeffren Isaac Suarez Bermudez (n. 20 ianuarie 1988) este un jucător de fotbal spaniol de origine venezuelană care joacă la clubul belgian Eupen. Anterior a jucat la FC Barcelona și Sporting CP. El este cunoscut pentru abilitatea de trecere și "amețire" a adversarilor.

## Începutul carierei
Născut în Ciudad Bolivar, Venezuela, când familia a plecat în Tenerife, Jeffren a fost un fotbalist iscusit și rapid. În sezonul 2004-05 a plecat de la echipa sa, CD Tenerife, la FC Barcelona, la echipa de tineret. Primul său antrenor a fost Gullermo Angel Hoyos, care l-a folosit ca mijlocaș central, însă cu timpul el a fost folosit ca extremă.

## Titluri
- La FC Barcelona:
  - La Liga : 2008-2009, 2009-2010
  - Copa del Rey : 2008-2009
  - Supercopa de España : 2009, 2010
  - UEFA Champions League : 2008-2009
  - Supercupa Europei : 2009
  - Campionatul Mondial al Cluburilor FIFA : 2009